# Hyperfosfatemi
Hyperfosfatemi är ett tillstånd av för höga serumvärden fosfat, som tillförs kroppen med föda, vilket konstateras med blodprov. Om för mycket fosfat konstateras i urinen, kallas tillståndet hyperfosfaturi. 
Fosfat är en av de viktigaste elektrolyterna i cellerna, varför störningar i dess nivåer är allvarliga. Normalvärdena håller sig inom mycket snäva gränser (2,5-4,5 mg/dL), och normalt sett har kroppen inga problem att hålla nivåerna däremellan, eftersom nivåerna både regleras genom njurfunktionen, och genom bisköldkörteln och kalciumnivåerna. Tillståndet hänger därför nästan alltid samman med njursvikt.

## Orsaker
Hyperfosfatemi kan uppkomma om de röda blodkropparna spricker och läcker fosfat i blodet (hemolys), men njursjukdomar är den vanligaste orsaken till tillståndet. Förhöjda värden fosfat kan också ses vid giftstruma, akromegali, samt hypoparatyreos med hypokalcemi. Fosfat som extra tillskott i föda kan också leda till att värdena blir för höga, och leder då till att njurarna kan bli överbelastade. Vissa cancertumörer kan orsaka detta slags rubbning.
Eftersom bisköldkörteln reglerar nivåerna kalcium och fosfat, ses nästan alltid låga nivåer kalcium vid tillståndet. Vid för höga värden vitamin D kan dock ett tillstånd uppkomma med både hyperfosfatemi och hyperkalcemi. Om hyperfosfatemi uppkommer av föda, kan det hänga samman med en allmän elektrolytrubbning.

## Symtom och konsekvenser
Det är sällan personer med hyperfosfatemi har några tydliga symtom, eller några symtom alls, ens om tillståndet är allvarligt. Om personen har hypokalcemi, kan detta i sig ge symtom, liksom om njurarna orsakat tillståndet eller drabbats av det, kan symtom uppkomma därifrån. För höga nivåer fosfat har ett tydligt samband med en ökad dödlighet i hjärt-kärlsjukdomar, samt med åderförkalkning. Hyperfosfatemi är därför ett tillstånd som ofta konstateras inom akutsjukvården.
I några fall har personer med hyperfosfatemi symtom från huden i form av uremisk pruritus, rodnande knottror, röda ögon, med mera. Det kan förekomma smärtor från skelettet.